# Абрагам Олано
Абрагам Олано (ісп. Abraham Olano, 22 січня 1970) — іспанський велогонщик.
Срібний призер Олімпійських Ігор 1996 року в роздільній шосейній гонці, учасник 2000 року.
Чемпіон світу з велоперегонів на шосе 1995 (елітна групова шосейна гонка), 1998 (елітна роздільна шосейна гонка) років, срібний призер 1995 року в елітній роздільній шосейній гонці.